# Axel Reuterskiöld (jurist)
Axel Gabriel Adam Reuterskiöld, född den 21 mars 1863 i Ekebyborna församling, Östergötlands län, död den 21 juli 1938 i Strängnäs, var en svensk jurist. Han var son till Adam Reuterskiöld och far till Bengt Reuterskiöld.
Reuterskiöld avlade mogenhetsexamen i Uppsala 1879 och juris utriusque kandidatexamen där 1888. Han blev vice häradshövding 1891. Efter tjänstgöring som tillförordnad domhavande var han häradshövding i Västerbottens södra domsaga 1903–1919 och i Bräkne domsaga 1919–1932. Reuterskiöld blev riddare av Nordstjärneorden 1914 och kommendör av andra klassen av samma orden 1932. Han vilar på Gamla kyrkogården i Strängnäs.